# Dieffenthal
Cet article possède un paronyme, voir Frédéric Diefenthal.
Dieffenthal est une commune française située dans la circonscription administrative du Bas-Rhin et, depuis le 1er janvier 2021, dans le territoire de la Collectivité européenne d'Alsace, en région Grand Est.
Cette commune se trouve dans la région historique et culturelle d'Alsace.
Ses habitants sont appelés les Dieffenthalois.

## Géographie

### Localisation

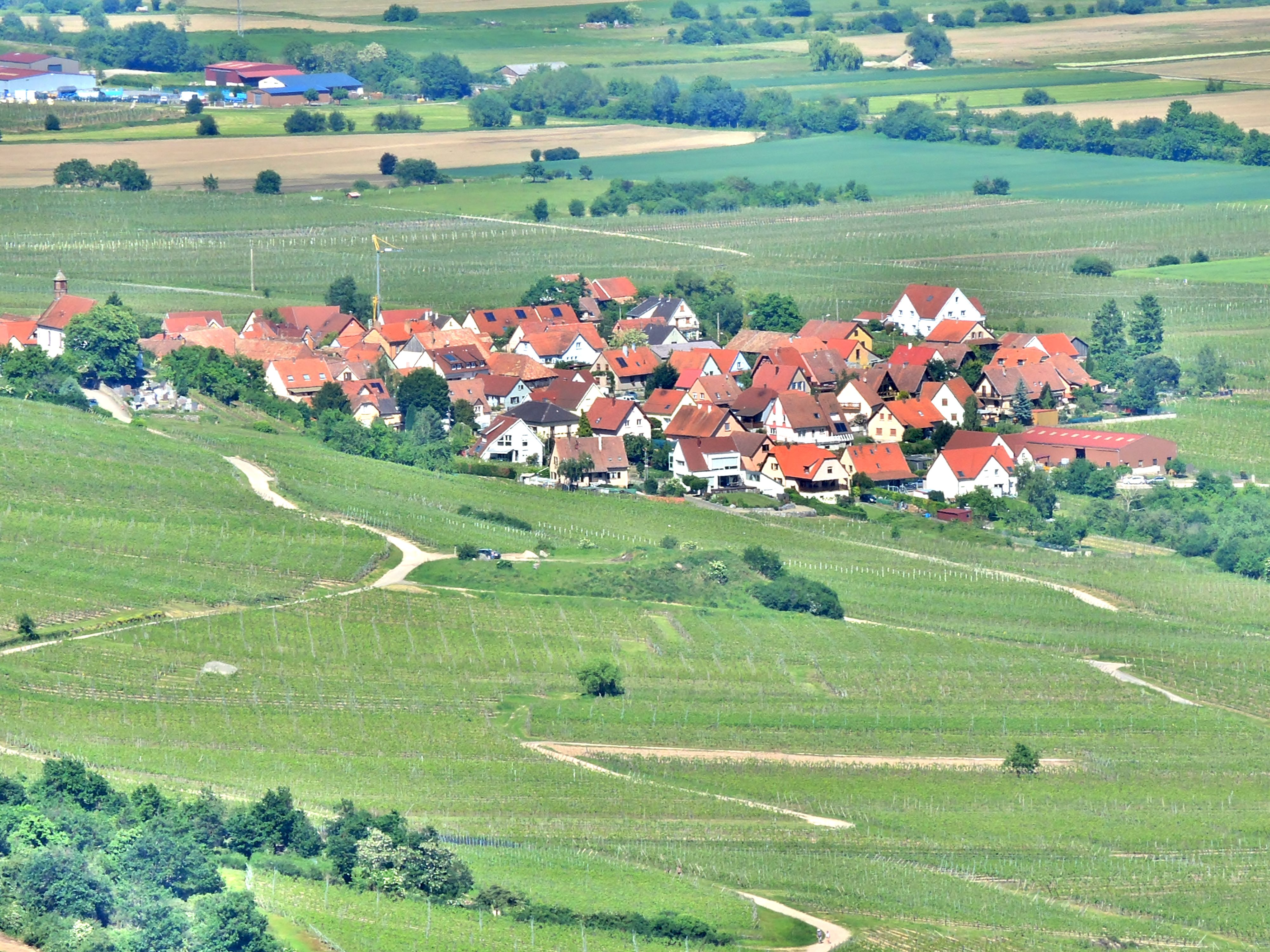
Dieffenthal, vue des ruines de l'Ortenbourg.

Dieffenthal est une commune située sur la route des vins et sur la véloroute du vignoble d'Alsace (EuroVelo 5), entre Scherwiller et Dambach-la-Ville. Le village fait partie du canton de Sélestat et de l'arrondissement de Sélestat-Erstein. Les grandes villes les plus proches sont : Sélestat (6 km), Ribeauvillé (18 km), Colmar (30 km) et Strasbourg (50 km).

### Communes limitrophes
Dieffenthal est limitrophe de seulement deux autres communes :
|  | Dambach-la-Ville |
|  | Dieffenthal      |
|  | Scherwiller      |

### Hydrographie
La commune est dans le bassin versant du Rhin au sein du bassin Rhin-Meuse. Elle n'est drainée par aucun cours d'eau,.

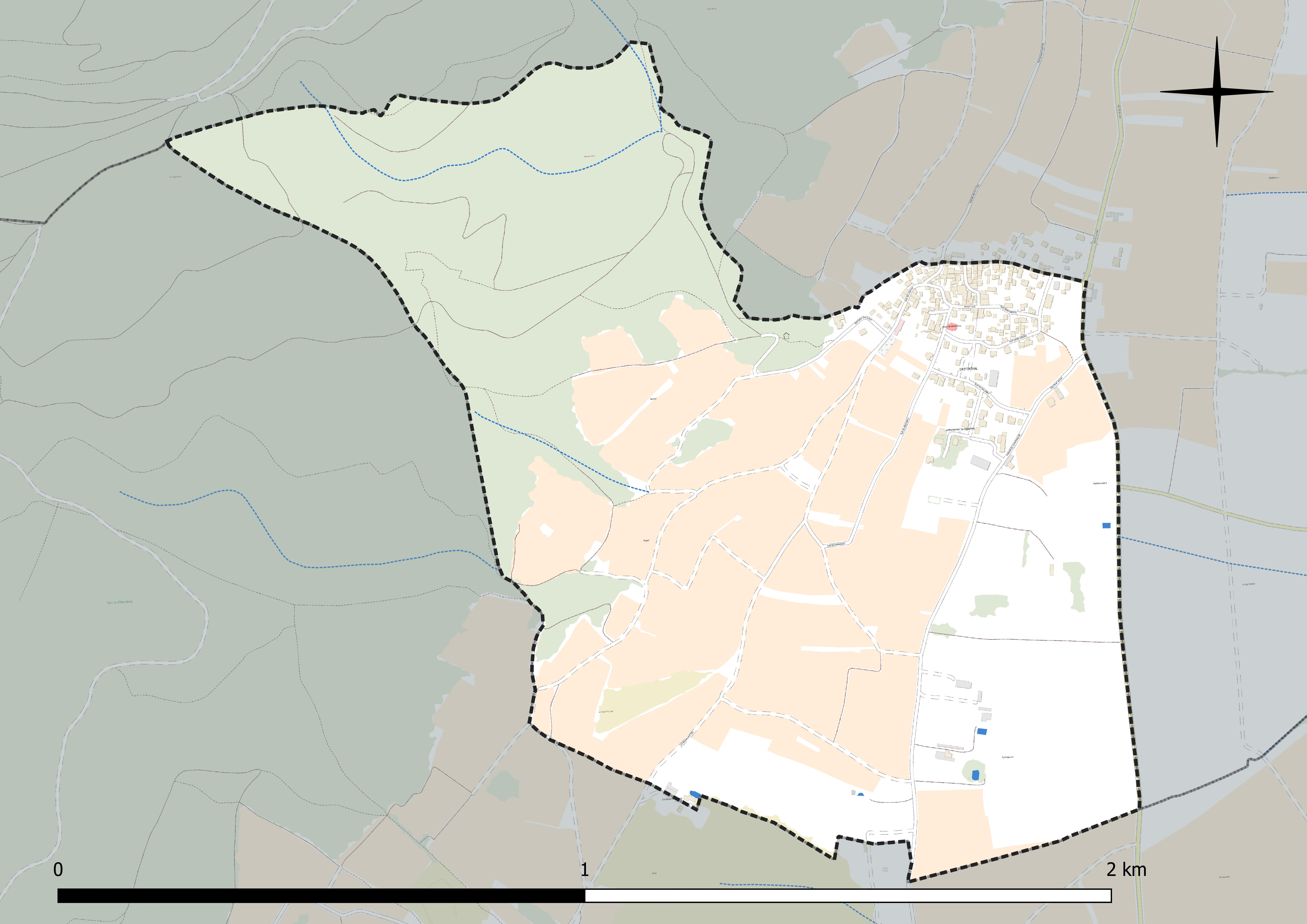
Réseau hydrographique de Dieffenthal.

### Climat
Pour des articles plus généraux, voir Climat du Grand Est et Climat du Bas-Rhin.
En 2010, le climat de la commune est de type climat des marges montargnardes, selon une étude du Centre national de la recherche scientifique s'appuyant sur une série de données couvrant la période 1971-2000. En 2020, Météo-France publie une typologie des climats de la France métropolitaine dans laquelle la commune est exposée à un climat semi-continental et est dans une zone de transition entre les régions climatiques « Vosges » et « Alsace ». 
Pour la période 1971-2000, la température annuelle moyenne est de 10,4 °C, avec une amplitude thermique annuelle de 17,7 °C. Le cumul annuel moyen de précipitations est de 715 mm, avec 8,7 jours de précipitations en janvier et 9,6 jours en juillet. Pour la période 1991-2020, la température moyenne annuelle observée sur la station météorologique de Météo-France la plus proche, « Selestat Sa », sur la commune de Sélestat à 6 km à vol d'oiseau, est de 11,4 °C et le cumul annuel moyen de précipitations est de 621,1 mm. 
La température maximale relevée sur cette station est de 39,3 °C, atteinte le 13 août 2003 ; la température minimale est de −17 °C, atteinte le 20 décembre 2009,,. 
Les paramètres climatiques de la commune ont été estimés pour le milieu du siècle (2041-2070) selon différents scénarios d'émission de gaz à effet de serre à partir des nouvelles projections climatiques de référence DRIAS-2020. Ils sont consultables sur un site dédié publié par Météo-France en novembre 2022.

## Urbanisme

### Typologie
Au 1er janvier 2024, Dieffenthal est catégorisée commune rurale à habitat dispersé, selon la nouvelle grille communale de densité à sept niveaux définie par l'Insee en 2022.
Elle est située hors unité urbaine. Par ailleurs la commune fait partie de l'aire d'attraction de Sélestat, dont elle est une commune de la couronne,. Cette aire, qui regroupe 37 communes, est catégorisée dans les aires de 50 000 à moins de 200 000 habitants,.

### Occupation des sols
L'occupation des sols de la commune, telle qu'elle ressort de la base de données européenne d’occupation biophysique des sols Corine Land Cover (CLC), est marquée par l'importance des territoires agricoles (67,8 % en 2018), une proportion identique à celle de 1990 (67,8 %). La répartition détaillée en 2018 est la suivante : 
cultures permanentes (62,2 %), forêts (32,2 %), terres arables (5,6 %). L'évolution de l’occupation des sols de la commune et de ses infrastructures peut être observée sur les différentes représentations cartographiques du territoire : la carte de Cassini (XVIIIe siècle), la carte d'état-major (1820-1866) et les cartes ou photos aériennes de l'IGN pour la période actuelle (1950 à aujourd'hui).

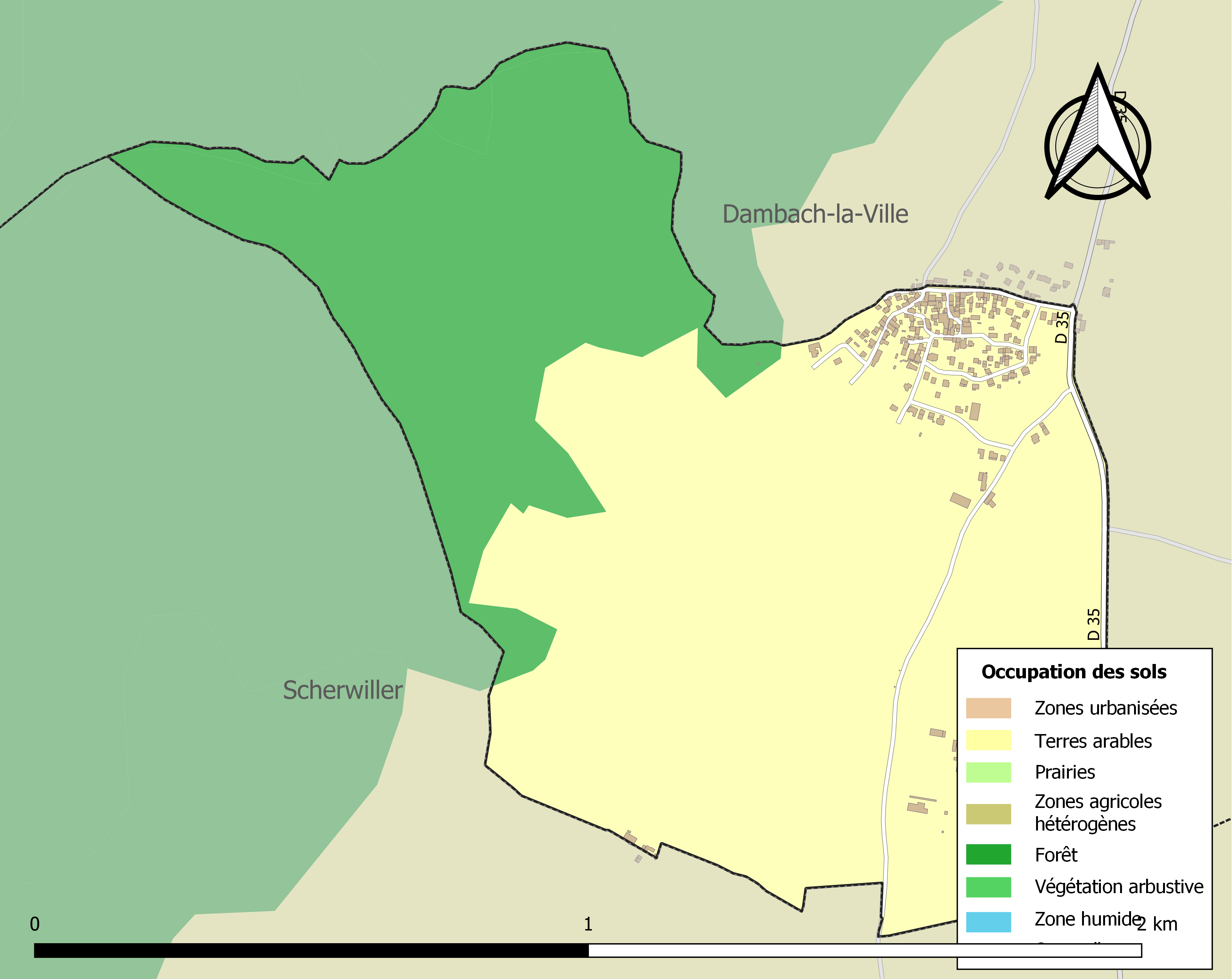
Carte des infrastructures et de l'occupation des sols de la commune en 2018 (CLC).

## Toponymie
- Thiefental, 1303.

## Histoire
Le village existe sans doute déjà à l'époque romaine. En l'an mille, il est mentionné sous le toponyme de Tieffenthal. Les abbayes de Honcourt et d'Eschau y possèdent alors des biens. En 1525, le village est endommagé lors de la guerre des paysans. Le village sera de nouveau partiellement reconstruit. Une grande partie du territoire est couverte de vigne, à laquelle le village doit donc sa prospérité. Les foyers qui sont situés au nord du village appartiennent à Dambach-la-Ville. Au XIXe siècle, Dieffenthal est connue pour l'ouverture du « ban des vendanges » en Alsace, c'est-à-dire qu'il donne le taux de maturité du raisin. Les confréries de vignerons peuvent alors commencer les vendanges dans toute la région.

## Politique et administration
| Période                                  | Période                   | Identité                                       | Étiquette | Qualité |
| ---------------------------------------- | ------------------------- | ---------------------------------------------- | --------- | ------- |
| Les données manquantes sont à compléter. |                           |                                                |           |         |
| 1995                                     | En cours (au 31 mai 2020) | Charles Andrea, Réélu pour le mandat 2020-2026 |           |         |

## Population et société

### Démographie
L'évolution du nombre d'habitants est connue à travers les recensements de la population effectués dans la commune depuis 1793. Pour les communes de moins de 10 000 habitants, une enquête de recensement portant sur toute la population est réalisée tous les cinq ans, les populations de référence des années intermédiaires étant quant à elles estimées par interpolation ou extrapolation. Pour la commune, le premier recensement exhaustif entrant dans le cadre du nouveau dispositif a été réalisé en 2004.

En 2022, la commune comptait 267 habitants, en évolution de +3,89 % par rapport à 2016 (Bas-Rhin : +3,17 %, France hors Mayotte : +2,11 %).
| 1793 | 1800 | 1806 | 1821 | 1831 | 1836 | 1841 | 1846 | 1851 |
| ---- | ---- | ---- | ---- | ---- | ---- | ---- | ---- | ---- |
| 266  | 262  | 273  | 347  | 310  | 339  | 325  | 318  | 307  |

| 1856 | 1861 | 1866 | 1871 | 1875 | 1880 | 1885 | 1890 | 1895 |
| ---- | ---- | ---- | ---- | ---- | ---- | ---- | ---- | ---- |
| 272  | 264  | 275  | 283  | 291  | 313  | 277  | 250  | 227  |

| 1900 | 1905 | 1910 | 1921 | 1926 | 1931 | 1936 | 1946 | 1954 |
| ---- | ---- | ---- | ---- | ---- | ---- | ---- | ---- | ---- |
| 220  | 225  | 207  | 192  | 187  | 205  | 198  | 203  | 198  |

| 1962 | 1968 | 1975 | 1982 | 1990 | 1999 | 2004 | 2006 | 2009 |
| ---- | ---- | ---- | ---- | ---- | ---- | ---- | ---- | ---- |
| 182  | 176  | 174  | 166  | 246  | 226  | 234  | 244  | 255  |

| 2014 | 2019 | 2022 | - | - | - | - | - | - |
| ---- | ---- | ---- | - | - | - | - | - | - |
| 258  | 253  | 267  | - | - | - | - | - | - |

## Culture locale et patrimoine

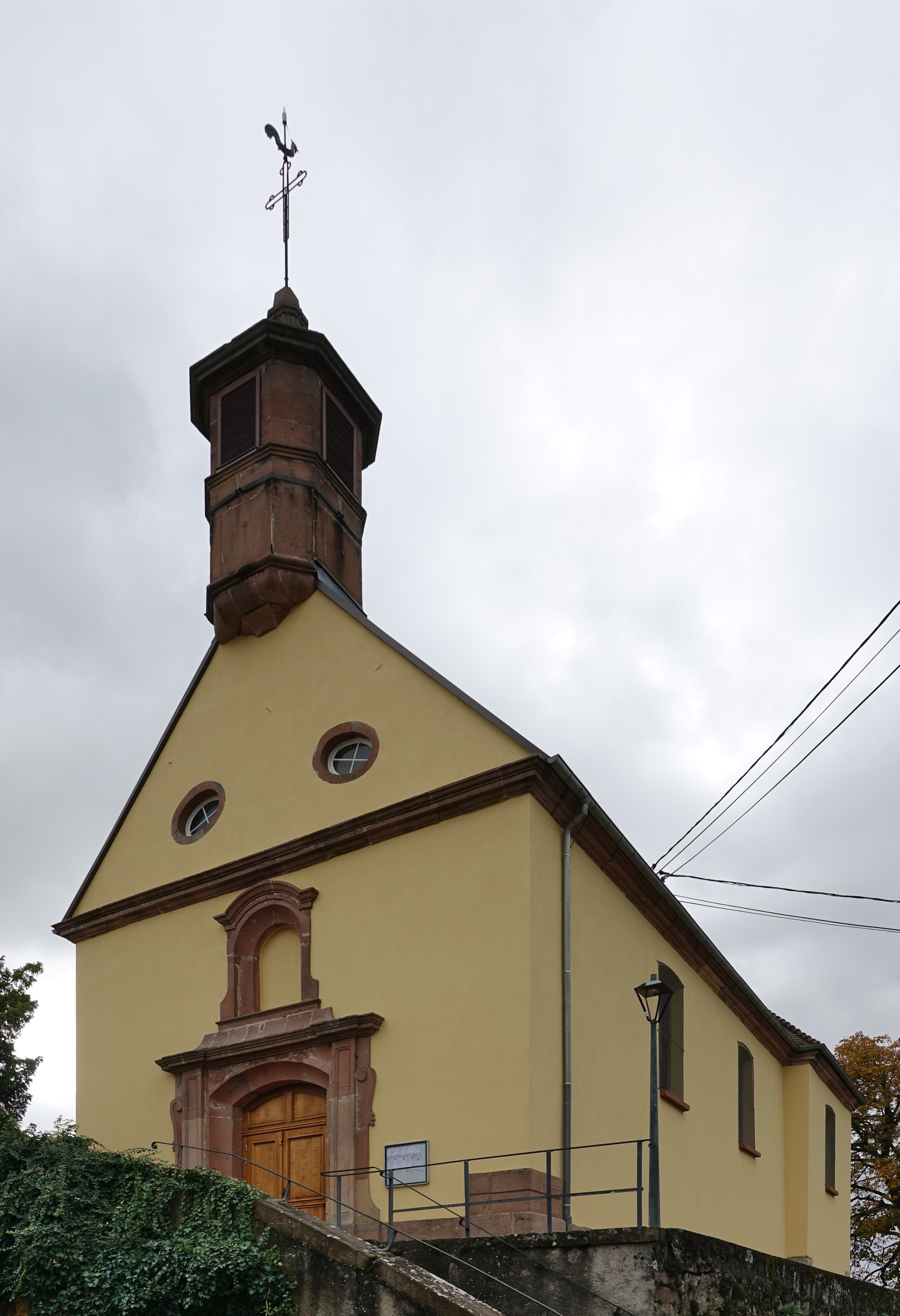
L'église Saint-Michel.

### Lieux et monuments

#### Borne milliaire gallo-romaine
Une borne milliaire jalonnant la Via Salinorum, la Route du Sel qui permettait d'acheminer le salaire des légionnaires romains, se dresse encore sur la commune, au bord de la D35. Elle est reconnaissable malgré sa christianisation par l'ajout d'une croix en pierre. Deux autres bornes de la même voie se trouvent sur les communes avoisinantes de Scherwiller et de Châtenois.

#### Église Saint-Michel
L'église se trouve sur le haut du village, à l'emplacement d'un ancien sanctuaire. L'église est agrandie au début du XIXe siècle. Son portail est entièrement sculpté de volutes. Saint Michel est considéré comme le patron des parachutistes, des forces armées de l'air et des corps de métiers liés aux balances.

#### Rocher des Celtes
Le rocher de Celtes est un peu le monument de Dieffenthal. Chaque année s'y déroule la fête qui célèbre la fin de l'hiver. Il surplombe tout le vignoble de Dieffenthal.

#### La mairie
La mairie se situe juste au-dessus de la salle polyvalente qui accueille un périscolaire pour les élèves à la fin de leurs cours ainsi qu'une petite bibliothèque.

### Galerie

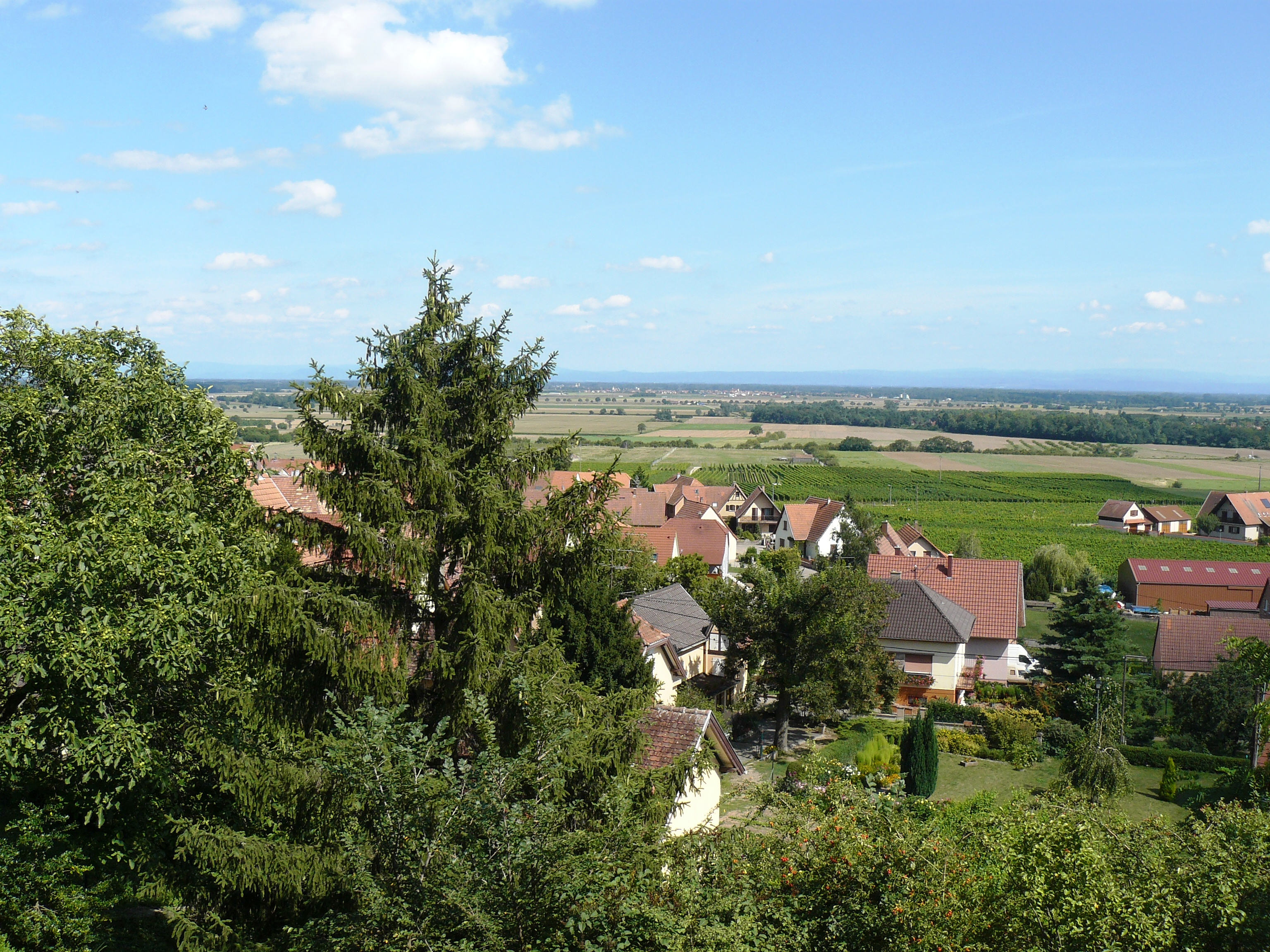
Une partie du bas du village.
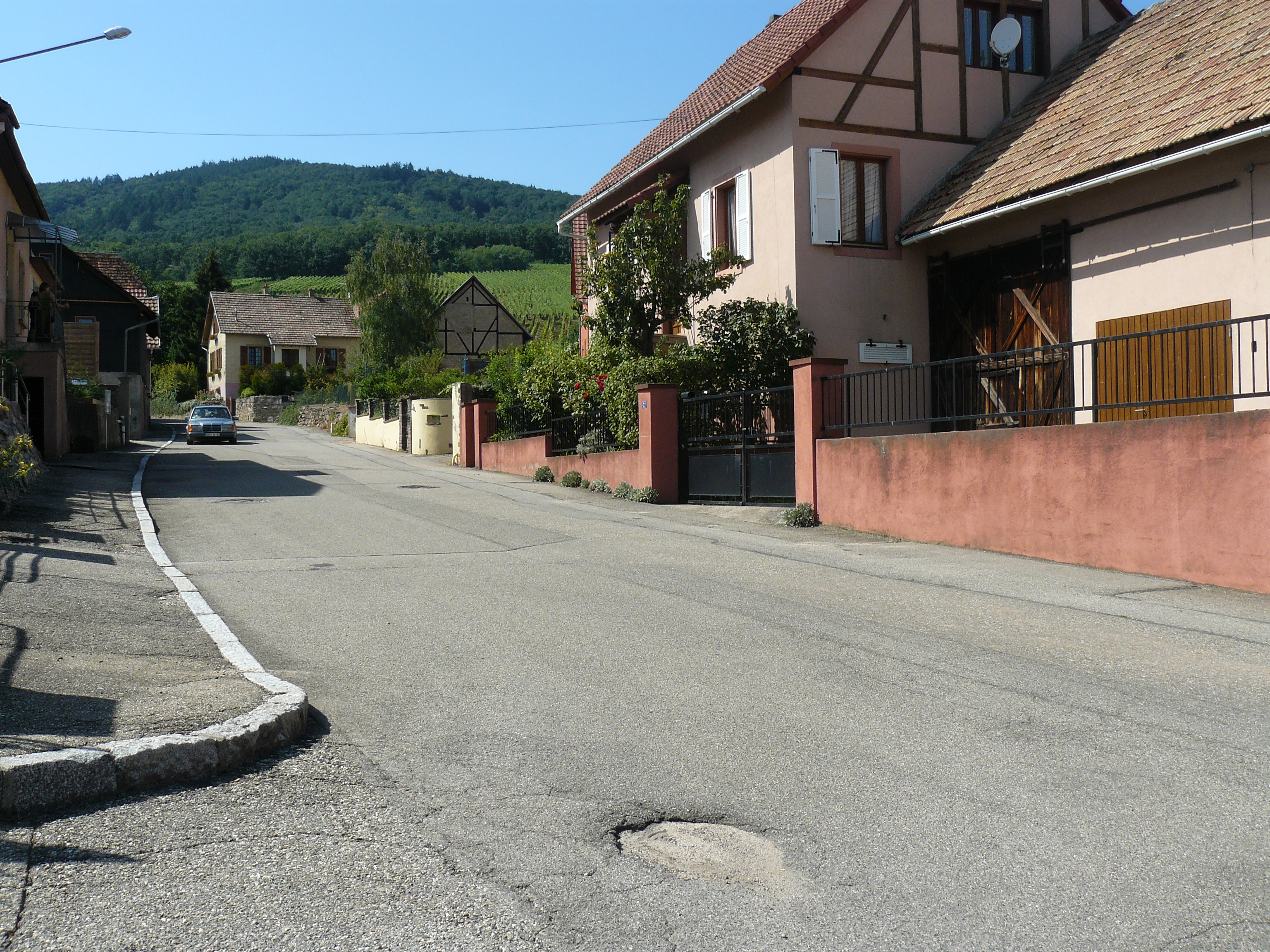
Le bas du village.
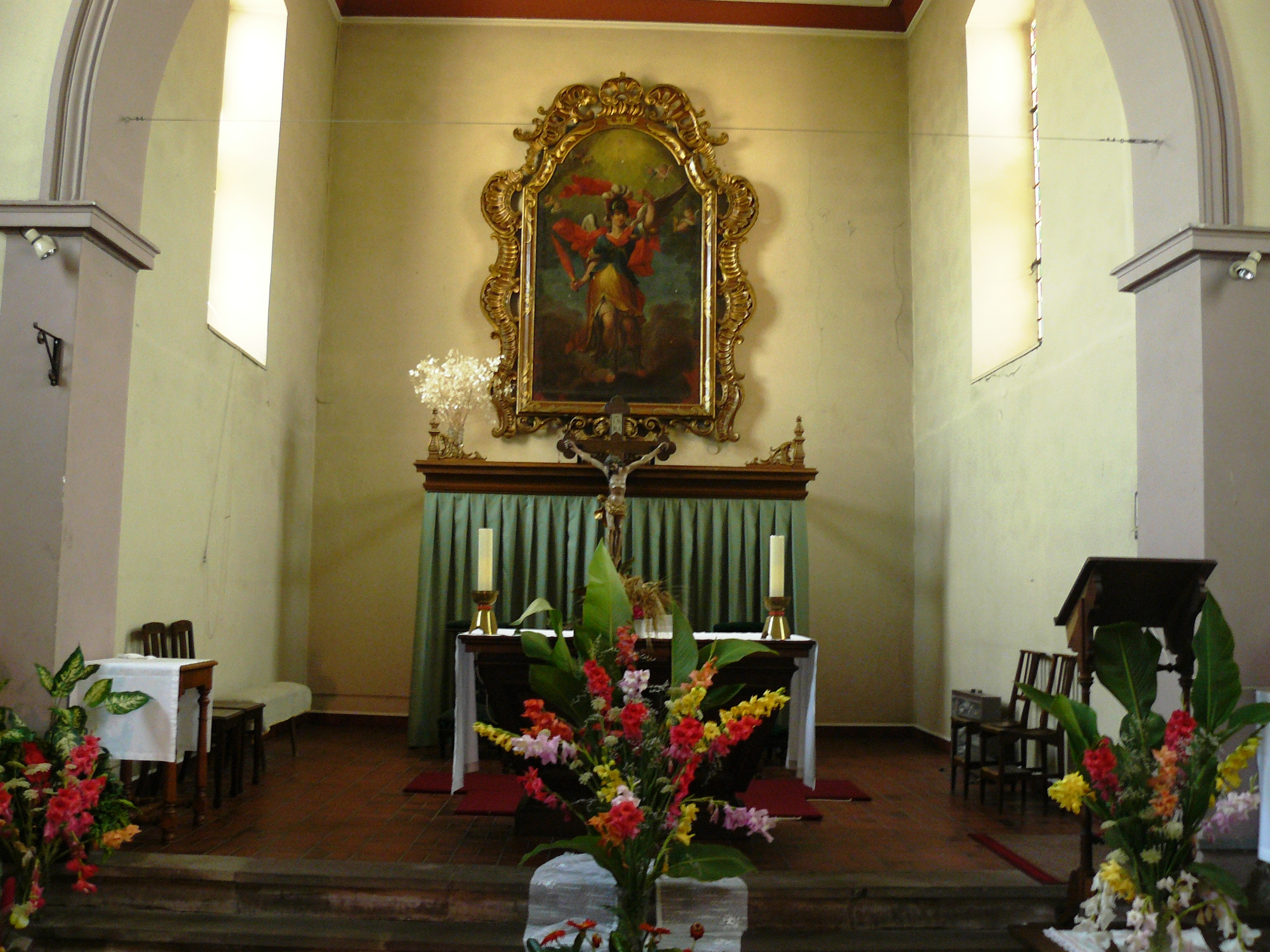
Le chœur de l'église Saint-Michel.
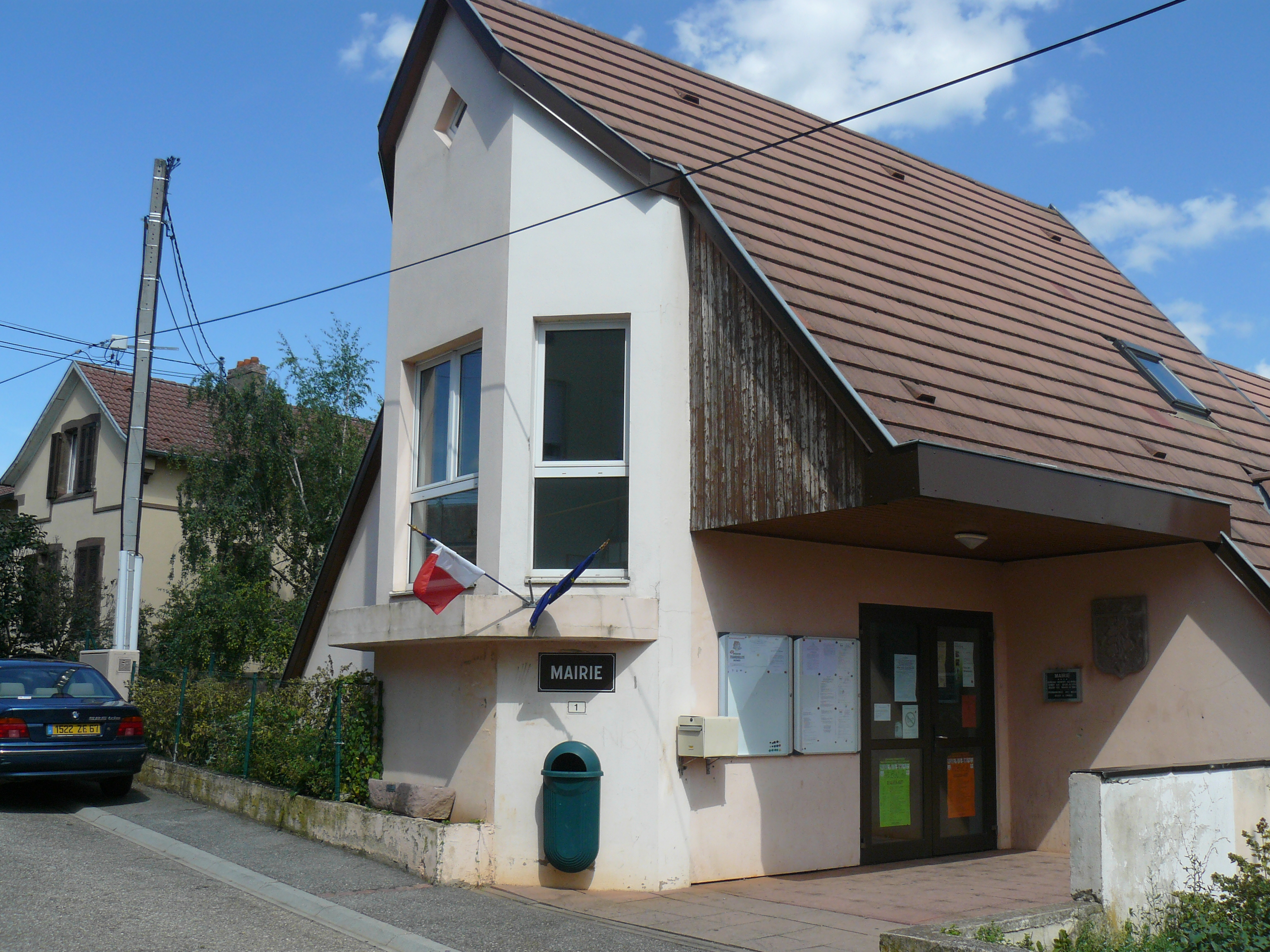
La mairie de Dieffenthal.
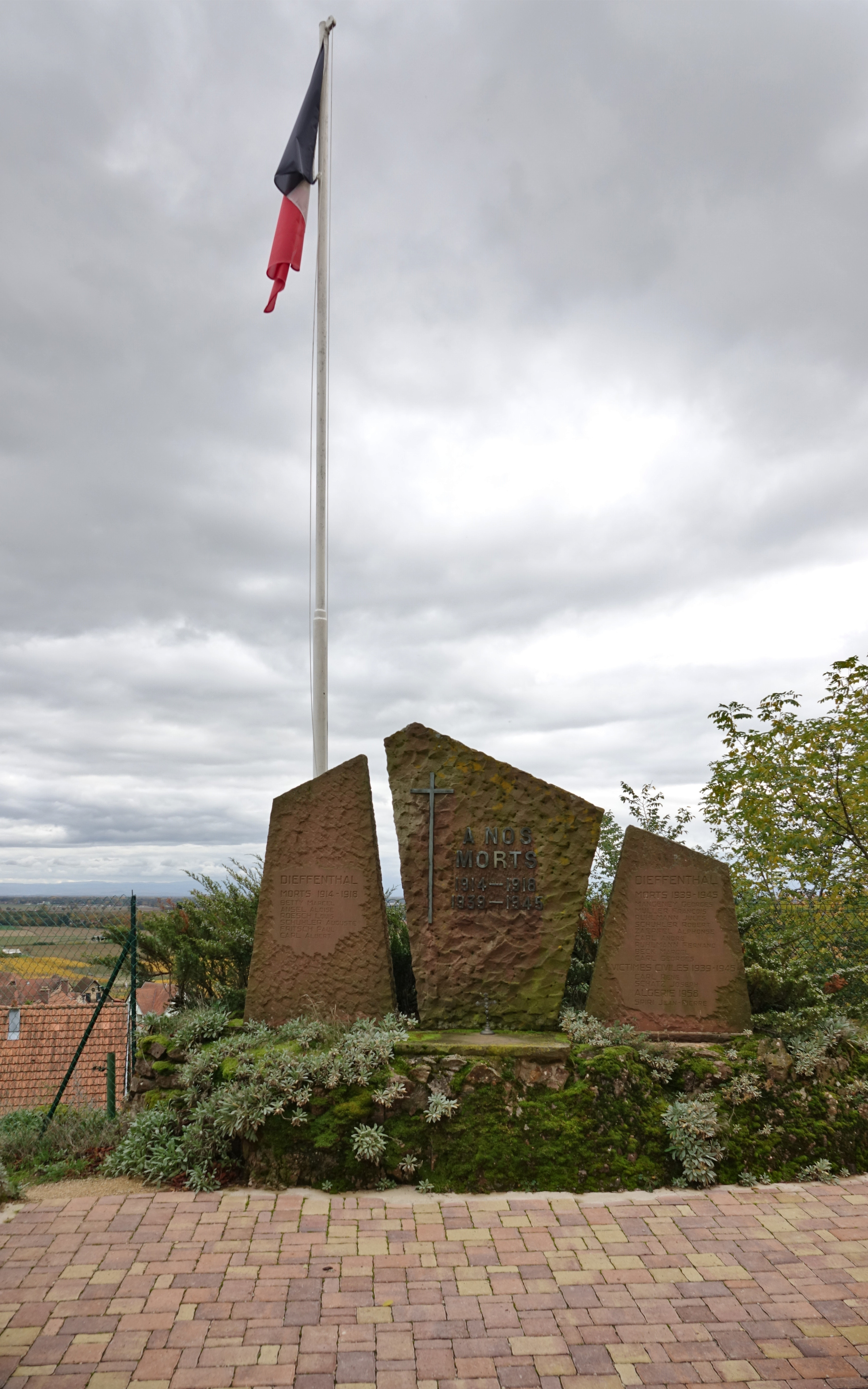
Monument aux morts.

### Héraldique
| Blason de Dieffenthal | Blason  | D'argent à la vigne au naturel, fruitée de trois pièces, accompagnée de trois cœurs de gueules, deux aux flancs et un en pointe. |
| Blason de Dieffenthal | Détails | |